# Marianne Kraus

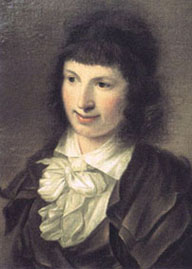
Marianne Kraus

Maria Anna Walburga (Marianne) Lämmerhirt, geboren Kraus, (Buchen (Odenwald), 8 mei 1765 - Erbach, 24 mei 1838) was een Duitse kunstschilder en hofdame.

## Biografie
Marianne Kraus bezocht het hogere dochterinstituut in Mannheim en kreeg in de school van de Welschnonnen in Mainz les in tekenen en schilderen, later bij de keurvorstelijke kabinetslandschapschilder Ferdinand von Kobell (1740-1799) in Mannheim, in 1781 bij Caspar Schneider (1753-1839) in Mainz en ten slotte in 1785-86 bij haar oom Christian Georg Schütz (1718-1791) en Johann Georg Pforr (1745-1798).
In 1791 ondernam ze als hofdame van de graaf von Erbach een kunstreis van zes maanden naar Italië en trof in Rome en Napels kunstenaars als Angelika Kauffman (1741-1807), Philipp Hackert (1737-1807) en Wilhelm Tischbein (1751-1829) en liet zich door hun verder onderwijzen.
In 1798 trouwde Marianne met Georg Lämmerhirt (1763-1813), hofraad van de graven van Erbach, en zoon van een leraar en organist. Lämmerhirt kreeg zijn opleiding in Göttingen in de evangelische theologie, maar verdiende zijn brood later als administrateur.
Marianne Kraus is de jongere getalenteerde zus van de Duitse componist Joseph Martin Kraus (1756-1792). Haar achterkleinzoon Karl Friedrich Schreiber (1864-1933) was de eerste Duitse biograaf van Joseph Martin Kraus.